# Grande-Bretagne aux Jeux olympiques d'hiver de 2022
La Grande-Bretagne participe aux Jeux olympiques d'hiver de 2022 à Pékin en Chine du 4 au 20 février 2022. Il s'agit de sa vingt-quatrième participation à des Jeux d'hiver.

## Athlètes engagés
Aux Jeux olympiques d'hiver de 2022, les athlètes de l'équipe de Grande-Bretagne participent aux épreuves suivantes : 
| Sport               | Hommes | Femmes | Total |
| ------------------- | ------ | ------ | ----- |
| Bobsleigh           | 4      | 2      | 6     |
| Curling             | 5      | 5      | 10    |
| Luge                | 1      | 0      | 1     |
| Patinage artistique | 1      | 2      | 3     |
| Patinage de vitesse | 1      | 2      | 3     |
| Short-track         | 2      | 1      | 3     |
| Skeleton            | 2      | 2      | 4     |
| Ski acrobatique     | 5      | 6      | 11    |
| Ski alpin           | 2      | 2      | 4     |
| Ski de fond         | 3      | 0      | 3     |
| Snowboard           | 1      | 2      | 3     |
| Total               | 27     | 23     | 50    |

## Médaillés
| Sport   | Discipline      | Athlète(s)                                                      | Performance         | Date       |
| ------- | --------------- | --------------------------------------------------------------- | ------------------- | ---------- |
| Curling | Tournoi féminin | Eve Muirhead Vicky Wright Jennifer Dodds Hailey Duff Mili Smith | Japon Victoire 10-3 | 20 février |

| Sport   | Discipline       | Athlète(s)                                                          | Performance       | Date       |
| ------- | ---------------- | ------------------------------------------------------------------- | ----------------- | ---------- |
| Curling | Tournoi masculin | Grant Hardie Bobby Lammie Hammy McMillan Jr. Bruce Mouat Ross Whyte | Suède Défaite 4-5 | 19 février |

## Résultats

### Bobsleigh
| Athlètes * : pilote                                  | Épreuve      | Course 1 | Course 1 | Course 2     | Course 2 | Course 3     | Course 3 | Course 4 | Course 4 | Total         | Total |
| Athlètes * : pilote                                  | Épreuve      | Temps    | Rang     | Temps        | Rang     | Temps        | Rang     | Temps    | Rang     | Temps         | Rang  |
| ---------------------------------------------------- | ------------ | -------- | -------- | ------------ | -------- | ------------ | -------- | -------- | -------- | ------------- | ----- |
| Brad Hall* Nick Gleeson                              | Bob à deux   | 56 s 69  | 11e      | 1 min 0 s 05 | 13e      | 1 min 0 s 22 | 18e      | 59 s 96  | 7e       | 3 min 59 s 92 | 11e   |
| Brad Hall* Greg Cackett Taylor Lawrence Nick Gleeson | Bob à quatre | 58 s 60  | 5e       | 59 s 09      | 6e       | 58 s 65      | 6e       | 59 s 38  | 7e       | 3 min 55 s 72 | 6e    |

| Athlètes * : pilote           | Épreuve    | Course 1     | Course 1 | Course 2     | Course 2 | Course 3     | Course 3 | Course 4     | Course 4 | Total        | Total |
| Athlètes * : pilote           | Épreuve    | Temps        | Rang     | Temps        | Rang     | Temps        | Rang     | Temps        | Rang     | Temps        | Rang  |
| ----------------------------- | ---------- | ------------ | -------- | ------------ | -------- | ------------ | -------- | ------------ | -------- | ------------ | ----- |
| Mica McNeill* Montell Douglas | Bob à deux | 1 min 2 s 19 | 19e      | 1 min 2 s 35 | 18e      | 1 min 2 s 17 | 14e      | 1 min 2 s 14 | 13e      | 4 min 8 s 85 | 17e   |

### Curling
| Équipe                                                              | Épreuve          | Premier tour        | Premier tour           | Premier tour             | Premier tour             | Premier tour          | Premier tour        | Premier tour        | Premier tour        | Premier tour            | Premier tour | Demi-finale             | Finale / MB         | Finale / MB                        |
| Équipe                                                              | Épreuve          | Adversaire Score    | Adversaire Score       | Adversaire Score         | Adversaire Score         | Adversaire Score      | Adversaire Score    | Adversaire Score    | Adversaire Score    | Adversaire Score        | Rang         | Adversaire Score        | Adversaire Score    | Rang                               |
| ------------------------------------------------------------------- | ---------------- | ------------------- | ---------------------- | ------------------------ | ------------------------ | --------------------- | ------------------- | ------------------- | ------------------- | ----------------------- | ------------ | ----------------------- | ------------------- | ---------------------------------- |
| Bruce Mouat Grant Hardie Bobby Lammie Hammy McMillan Jr. Ross Whyte | Tournoi masculin | Italie Victoire 7-5 | États-Unis Défaite 7-9 | Norvège Victoire 8-3     | Chine Victoire 7-6       | Danemark Victoire 8-2 | Suisse Victoire 6-5 | Suède Victoire 7-6  | ROC Victoire 8-6    | Canada Victoire 5-2     | 1er          | États-Unis Victoire 8-4 | Suède Défaite 4-5   | Médaille d'argent, Jeux olympiques |
| Eve Muirhead Vicky Wright Jennifer Dodds Hailey Duff Mili Smith     | Tournoi féminin  | Suisse Défaite 5-6  | Suède Victoire 8-2     | Corée du Sud Défaite 7-9 | États-Unis Victoire 10-5 | Danemark Victoire 7-2 | Canada Défaite 3-7  | Japon Victoire 10-4 | Chine Défaite 4-8   | ROC Victoire 9-4        | 3e           | Suède Victoire 12-11    | Japon Victoire 10-3 | Médaille d'or, Jeux olympiques     |
| Bruce Mouat Jennifer Dodds                                          | Double mixte     | Suède Victoire 9-5  | Canada Victoire 6-4    | Suisse Défaite 7-8       | Australie Victoire 9-8   | Tchéquie Victoire 8-3 | Italie Défaite 5-7  | Chine Victoire 6-5  | Norvège Défaite 2-6 | États-Unis Victoire 8-4 | 3e           | Norvège Défaite 5-6     | Suède Défaite 3-9   | 4e                                 |

### Luge
| Athlètes          | Épreuve          | Course 1 | Course 1 | Course 2 | Course 2 | Course 3 | Course 3 | Course 4 | Course 4 | Total          | Total |
| Athlètes          | Épreuve          | Temps    | Rang     | Temps    | Rang     | Temps    | Rang     | Temps    | Rang     | Temps          | Rang  |
| ----------------- | ---------------- | -------- | -------- | -------- | -------- | -------- | -------- | -------- | -------- | -------------- | ----- |
| Rupert Staudinger | Monoplace hommes | 58 s 731 | 22e      | 58 s 960 | 22e      | 58 s 622 | 33e      | Éliminé  | Éliminé  | 2 min 56 s 313 | 23e   |

### Patinage artistique
| Athlète                 | Épreuve           | Programme court Danse originale | Programme court Danse originale | Programme libre Danse libre | Programme libre Danse libre | Total    | Total    |
| Athlète                 | Épreuve           | Points                          | Rang                            | Points                      | Rang                        | Points   | Rang     |
| ----------------------- | ----------------- | ------------------------------- | ------------------------------- | --------------------------- | --------------------------- | -------- | -------- |
| Natasha McKay           | Individuel femmes | 52,54                           | 28e                             | Éliminée                    | Éliminée                    | Éliminée | Éliminée |
| Lilah Fear Lewis Gibson | Danse sur glace   | 76,45                           | 10e                             | 115,19                      | 9e                          | 191,64   | 10e      |

### Patinage de vitesse
| Cornelius Kersten | 35 s 36 | 25e | 1 min 8 s 79 | 9e | 1 min 47 s 11 | 19e |

| Athlète       | 1 000 mètres  | 1 000 mètres |              | 1 500 mètres | 1 500 mètres |
| Athlète       | Temps         | Rang         | Temps        | Rang         |              |
| ------------- | ------------- | ------------ | ------------ | ------------ | ------------ |
| Ellia Smeding | 1 min 17 s 17 | 23e          | 2 min 1 s 09 | 27e          |              |

### Patinage de vitesse sur piste courte (short-track)
| Athlète         | Épreuve        | Série          | Série       | Quart de Finale | Quart de Finale | Demi-finale   | Demi-finale | Finale Finale B | Finale Finale B |
| Athlète         | Épreuve        | Temps          | Rang        | Temps           | Rang            | Temps         | Rang        | Temps           | Rang            |
| --------------- | -------------- | -------------- | ----------- | --------------- | --------------- | ------------- | ----------- | --------------- | --------------- |
| Niall Treacy    | 1 000 m hommes | 1 min 32 s 243 | 4e          | Éliminé         | Éliminé         | Éliminé       | Éliminé     | Éliminé         | 25e             |
| Farrell Treacy  | 1 000 m hommes | 1 min 24 s 935 | 4e          | Éliminé         | Éliminé         | Éliminé       | Éliminé     | Éliminé         | 27e             |
| Farrell Treacy  | 1 500 m hommes | Non disputé    | Non disputé | 2 min 16 s 880  | 3e              | 2 min 13 s 75 | 5e Repêché  | 2 min 11 s 988  | 9e              |
| Kathryn Thomson | 500 m femmes   | 1 min 6 s 954  | 4e          | Éliminée        | Éliminée        | Éliminée      | Éliminée    | Éliminée        | 31e             |
| Kathryn Thomson | 1 000 m femmes | 1 min 30 s 037 | 4e          | Éliminée        | Éliminée        | Éliminée      | Éliminée    | Éliminée        | 28e             |

### Skeleton
| Athlètes       | Épreuve | Course 1     | Course 1 | Course 2     | Course 2 | Course 3     | Course 3 | Course 4     | Course 4 | Total         | Total |
| Athlètes       | Épreuve | Temps        | Rang     | Temps        | Rang     | Temps        | Rang     | Temps        | Rang     | Temps         | Rang  |
| -------------- | ------- | ------------ | -------- | ------------ | -------- | ------------ | -------- | ------------ | -------- | ------------- | ----- |
| Matt Weston    | Hommes  | 1 min 1 s 34 | 14e      | 1 min 1 s 15 | 12e      | 1 min 1 s 12 | 14e      | 1 min 1 s 63 | 20e      | 4 min 5 s 24  | 15e   |
| Marcus Wyatt   | Hommes  | 1 min 1 s 56 | 16e      | 1 min 1 s 72 | 18e      | 1 min 1 s 28 | 16e      | 1 min 1 s 35 | 15e      | 4 min 5 s 91  | 16e   |
| Brogan Crowley | Femmes  | 1 min 3 s 32 | 23e      | 1 min 3 s 23 | 21e      | 1 min 2 s 82 | 21e      | Éliminée     | Éliminée | 3 min 9 s 37  | 22e   |
| Laura Deas     | Femmes  | 1 min 2 s 99 | 21e      | 1 min 3 s 15 | 19e      | 1 min 2 s 71 | 19e      | 1 min 2 s 70 | 16e      | 4 min 11 s 55 | 19e   |

### Ski acrobatique
| Athlète           | Épreuve           | Qualification | Qualification | Qualification | Qualification | Qualification | Finale   | Finale   | Finale   | Finale   | Finale   |
| Athlète           | Épreuve           | Course 1      | Course 2      | Course 3      | Meilleur      | Rang          | Course 1 | Course 2 | Course 3 | Meilleur | Rang     |
| ----------------- | ----------------- | ------------- | ------------- | ------------- | ------------- | ------------- | -------- | -------- | -------- | -------- | -------- |
| James Woods       | Big air hommes    | 27,50         | 26,50         | 32,25         | 59,75         | 30e           | Éliminé  | Éliminé  | Éliminé  | Éliminé  | Éliminé  |
| James Woods       | Slopestyle hommes | Forfait       | Forfait       | Forfait       | Forfait       | Forfait       | Éliminé  | Éliminé  | Éliminé  | Éliminé  | Éliminé  |
| Gus Kenworthy     | Half-pipe hommes  | 8,50          | 70,75         | -             | 70,75         | 12e           | 17,50    | 3,75     | 71,25    | 71,25    | 8e       |
| Kirsty Muir       | Big air femmes    | 89,25         | 67,00         | 68,25         | 157,50        | 7e            | 90,25    | 75,75    | 15,50    | 169,00   | 5e       |
| Katie Summerhayes | Big air femmes    | 63,75         | 69,25         | 67,25         | 136,50        | 13e           | Éliminée | Éliminée | Éliminée | Éliminée | Éliminée |
| Kirsty Muir       | Slopestyle femmes | 70,11         | 63,91         | -             | 70,11         | 4e            | 41,86    | 71,30    | 69,21    | 71,30    | 8e       |
| Katie Summerhayes | Slopestyle femmes | 66,56         | 59,11         | -             | 66,56         | 10e           | 60,01    | 64,75    | 23,31    | 64,75    | 9e       |
| Zoe Atkin         | Half-pipe femmes  | 85,25         | 86,75         | -             | 86,775        | 4e            | 18,75    | 10,75    | 73,25    | 73,25    | 9e       |

| Athlète                  | Épreuve | Qualification | Qualification | Qualification | Qualification | Finale   | Finale   | Finale   | Finale   | Finale   | Finale   |
| Athlète                  | Épreuve | Course 1      | Course 1      | Course 2      | Course 2      | Finale 1 | Finale 1 | Finale 2 | Finale 2 | Finale 3 | Finale 3 |
| Athlète                  | Épreuve | Points        | Rang          | Points        | Rang          | Points   | Rang     | Points   | Rang     | Points   | Rang     |
| ------------------------ | ------- | ------------- | ------------- | ------------- | ------------- | -------- | -------- | -------- | -------- | -------- | -------- |
| Will Feneley             | Hommes  | 70,23         | 23e           | 67,54         | 17e           | Éliminé  | Éliminé  | Éliminé  | Éliminé  | Éliminé  | Éliminé  |
| Leonie Gerken Schofield  | Femmes  | Abandon       | Abandon       | 62,06         | 17e           | Éliminée | Éliminée | Éliminée | Éliminée | Éliminée | Éliminée |
| Makayla Gerken Schofield | Femmes  | 70,18         | 12e           | 67,96         | 7e            | 73,99    | 9e       | 73,04    | 8e       | Éliminée | Éliminée |

| Athlète       | Épreuve | Qualification | Qualification | Qualification | Qualification | Finale  | Finale  | Finale  | Finale  | Finale  | Finale |
| Athlète       | Épreuve | Saut 1        | Saut 1        | Saut 2        | Saut 2        | Saut 1  | Saut 1  | Saut 2  | Saut 2  | Saut 3  | Saut 3 |
| Athlète       | Épreuve | Points        | Rang          | Points        | Rang          | Points  | Rang    | Points  | Rang    | Points  | Rang   |
| ------------- | ------- | ------------- | ------------- | ------------- | ------------- | ------- | ------- | ------- | ------- | ------- | ------ |
| Lloyd Wallace | Hommes  | 108,41        | 17e           | 71,94         | 15e           | Éliminé | Éliminé | Éliminé | Éliminé | Éliminé | 21e    |

| Athlète       | Épreuve | Qualification | Qualification | Huitième de finale | Quart de finale | Demi-finale | Finale A Finale B | Classement final |
| Athlète       | Épreuve | Temps         | Rang          | Rang               | Rang            | Rang        | Rang              | Classement final |
| ------------- | ------- | ------------- | ------------- | ------------------ | --------------- | ----------- | ----------------- | ---------------- |
| Oliver Davies | Hommes  | 1 min 14 s 84 | 31e           | 4e                 | Éliminé         | Éliminé     | Éliminé           | 31e              |

### Ski alpin
| Athlète      | Épreuve | 1re manche | 1re manche | 2e manche | 2e manche | Total         | Total   |
| Athlète      | Épreuve | Temps      | Rang       | Temps     | Rang      | Temps         | Rang    |
| ------------ | ------- | ---------- | ---------- | --------- | --------- | ------------- | ------- |
| Billy Major  | Slalom  | Abandon    | Abandon    | Éliminé   | Éliminé   | Éliminé       | Éliminé |
| David Ryding | Slalom  | 55 s 13    | 16e        | 50 s 44   | 7e        | 1 min 45 s 57 | 13e     |

| Athlète          | Épreuve      | 1re manche   | 1re manche | 2e manche | 2e manche | Finale        | Finale   |
| Athlète          | Épreuve      | Temps        | Rang       | Temps     | Rang      | Temps         | Rang     |
| ---------------- | ------------ | ------------ | ---------- | --------- | --------- | ------------- | -------- |
| Charlie Guest    | Slalom       | 53 s 84      | 15e        | 54 s 12   | 28e       | 1 min 47 s 96 | 21e      |
| Alexandra Tilley | Slalom       | Abandon      | Abandon    | Éliminée  | Éliminée  | Éliminée      | Éliminée |
| Alexandra Tilley | Slalom géant | 1 min 1 s 40 | 28e        | 59 s 42   | 22e       | 2 min 0 s 82  | 22e      |

### Ski de fond
| Athlète         | Épreuve                   | Classique     | Classique   | Libre         | Libre       | Total             | Total |
| Athlète         | Épreuve                   | Temps         | Rang        | Temps         | Rang        | Temps             | Rang  |
| --------------- | ------------------------- | ------------- | ----------- | ------------- | ----------- | ----------------- | ----- |
| Andrew Young    | 15 km classique           | Non disputé   | Non disputé | Non disputé   | Non disputé | 41 min 44 s 7     | 46e   |
| Andrew Musgrave | 15 km classique           | Non disputé   | Non disputé | Non disputé   | Non disputé | 42 min 24 s       | 51e   |
| Andrew Musgrave | 50 km libre 30 km libre   | Non disputé   | Non disputé | Non disputé   | Non disputé | 1 h 13 min 29 s 3 | 12e   |
| Andrew Musgrave | Skiathlon (15 km + 15 km) | 41 min 16 s 8 | 18e         | 38 min 57 s 4 | 18e         | 1 h 20 min 46 s 9 | 17e   |

| Athlète                    | Épreuve            | Qualification | Qualification | Quart de finale | Quart de finale | Demi-finale    | Demi-finale | Finale   | Finale  |
| Athlète                    | Épreuve            | Temps         | Rang          | Temps           | Rang            | Temps          | Rang        | Temps    | Rang    |
| -------------------------- | ------------------ | ------------- | ------------- | --------------- | --------------- | -------------- | ----------- | -------- | ------- |
| James Clugnet              | Individuel hommes  | 2 min 56 s 72 | 40e           | Éliminé         | Éliminé         | Éliminé        | Éliminé     | Éliminé  | Éliminé |
| Andrew Young               | Individuel hommes  | 2 min 55 s 60 | 36e           | Éliminé         | Éliminé         | Éliminé        | Éliminé     | Éliminé  | Éliminé |
| James Clugnet Andrew Young | Par équipes hommes | Non disputé   | Non disputé   | Non disputé     | Non disputé     | 21 min 15 s 27 | 10e         | Éliminés | 20e     |

### Snowboard
| Athlète       | Épreuve           | Qualification | Qualification | Qualification | Qualification | Qualification | Finale   | Finale   | Finale   | Finale   | Finale   |
| Athlète       | Épreuve           | Course 1      | Course 2      | Course 3      | Meilleur      | Rang          | Course 1 | Course 2 | Course 3 | Meilleur | Rang     |
| ------------- | ----------------- | ------------- | ------------- | ------------- | ------------- | ------------- | -------- | -------- | -------- | -------- | -------- |
| Katie Ormerod | Big air femmes    | 14,75         | 60,25         | 9,50          | 69,75         | 25e           | Éliminée | Éliminée | Éliminée | Éliminée | Éliminée |
| Katie Ormerod | Slopestyle femmes | 47,38         | 44,01         | -             | 47,38         | 19e           | Éliminée | Éliminée | Éliminée | Éliminée | Éliminée |

| Athlète                          | Épreuve     | Qualification | Qualification | Huitième de finale | Quart de finale | Demi-finale | Finale A Finale B | Classement final |
| Athlète                          | Épreuve     | Temps         | Rang          | Rang               | Rang            | Rang        | Rang              | Classement final |
| -------------------------------- | ----------- | ------------- | ------------- | ------------------ | --------------- | ----------- | ----------------- | ---------------- |
| Huw Nightingale                  | Hommes      | 1 min 20 s 72 | 29e           | 4e                 | Éliminé         | Éliminé     | Éliminé           | 30e              |
| Charlotte Bankes                 | Femmes      | 1 min 22 s 72 | 2e            | 1re                | 3e              | Éliminée    | Éliminée          | 9e               |
| Charlotte Bankes Huw Nightingale | Par équipes | Non disputé   | Non disputé   | Non disputé        | 1er             | 3e          | 2e                | 6e               |